# Száraz-ér (Maros)
A Száraz-ér (románul: Ier) a Maros folyó mellékága, amely a romániai Arad melletti Holt-Marosból indul, átfolyik a Csanádi-háton és Földeáktól északnyugatra a batidai mocsarakba torkollik. Magyarországon az ér nagy része Békés vármegye területére esik, de átnyúlik Csongrád-Csanád vármegyébe is. A román oldalon Arad megye nyugati részét érinti. 1889-re szabályozták, a 19. század végéig dereglyékkel hajózható volt.
A neve eredete: az 1840-es években kiszáradt, és burgonyát termeltek a medrében.

## Érintett települések

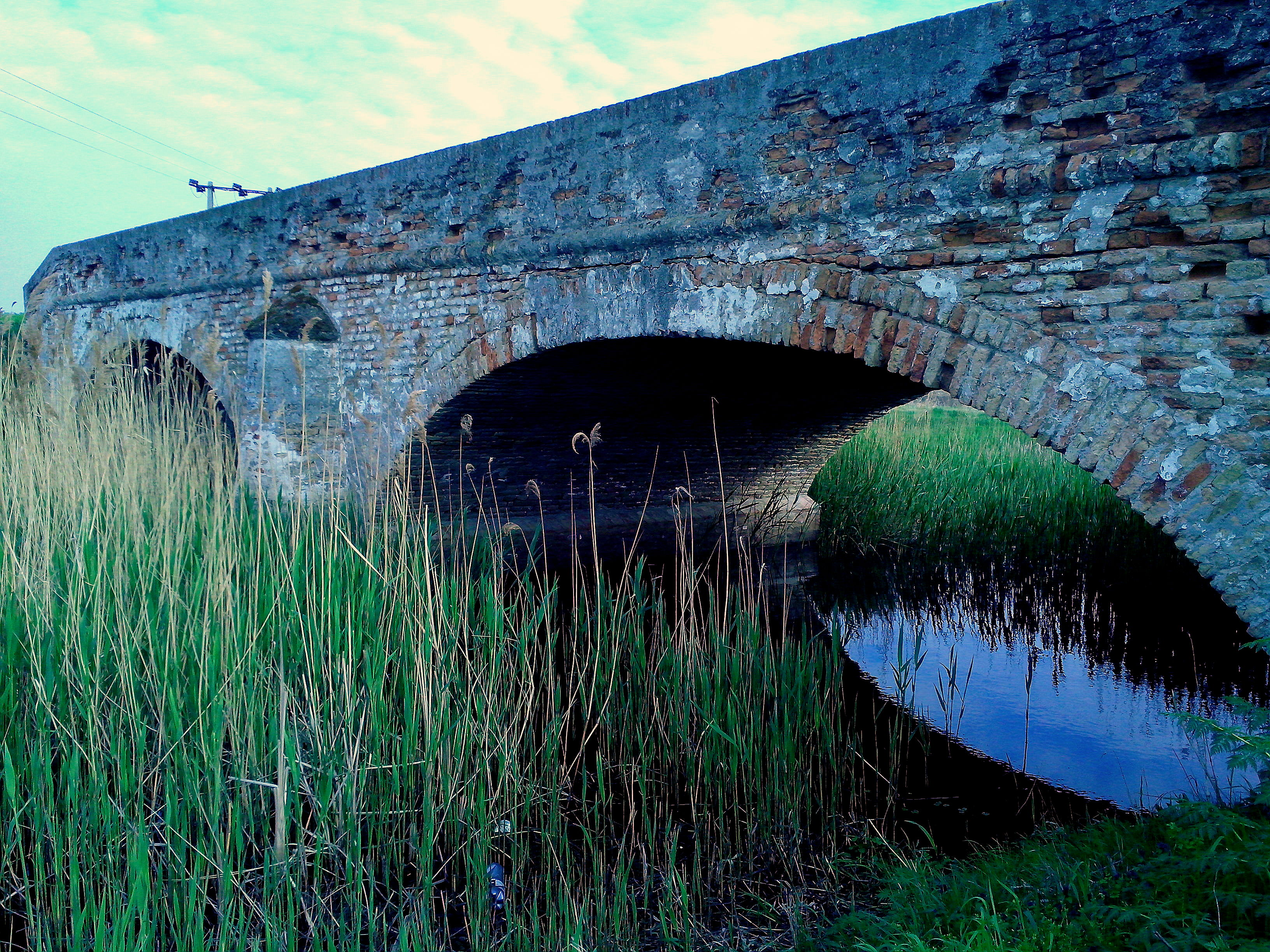
A békéssámsoni Török híd a Száraz-ér felett ível át

- Arad
- Tornya
- Battonya
- Mezőkovácsháza
- Végegyháza
- Tótkomlós
- Békéssámson
- Földeák
- Makó

## Állatvilága
A madarak közül itt fészkel például a kis vöcsök, nádirigó, vízityúk is. Az átvonuló szárnyasok közül a gólyatöcs, daru, bölömbika is rendszeresen megjelenik. A kagylókat a festőkagyló, tavikagyló, nagy gömbkagyló képviseli. A hüllők közül gyakori faj a vízisikló, ritka a mocsári teknős. A halak közül egyedül a réti csík előfordulása érdemel említést. A kétéltűek közül előfordul a kecskebéka, a zöld levelibéka és a tarajos gőte is. Az ízeltlábúak közt fellelhető a nádi acsa, déli szitakötő, fehér pásztor stb. Az emlősök között felbukkan a vízipocok és az európai vidra is.
Korábban rendszeresen előfordultak benne halak is, de az öntözés miatt vízmennyisége folyamatosan csökken, ezért a 2020-as évekre már békát is alig látni benne.

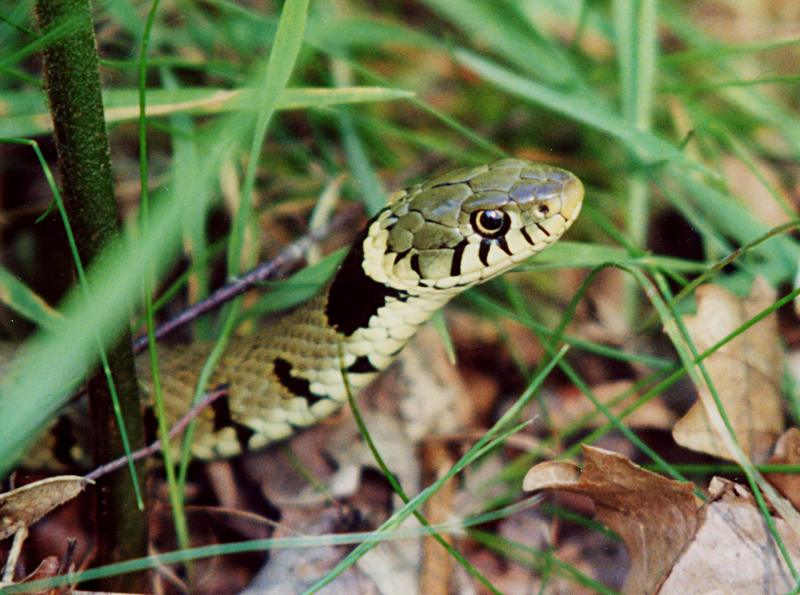
A vízisikló gyakori az érnél
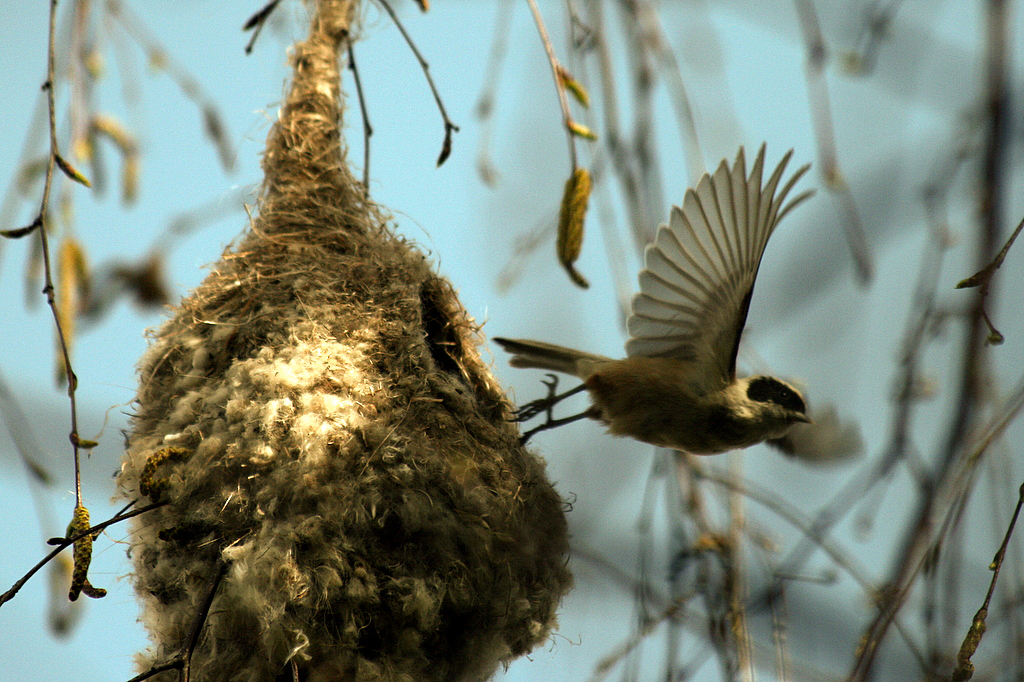
A függőcinege is a vízközeli területeken fészkel
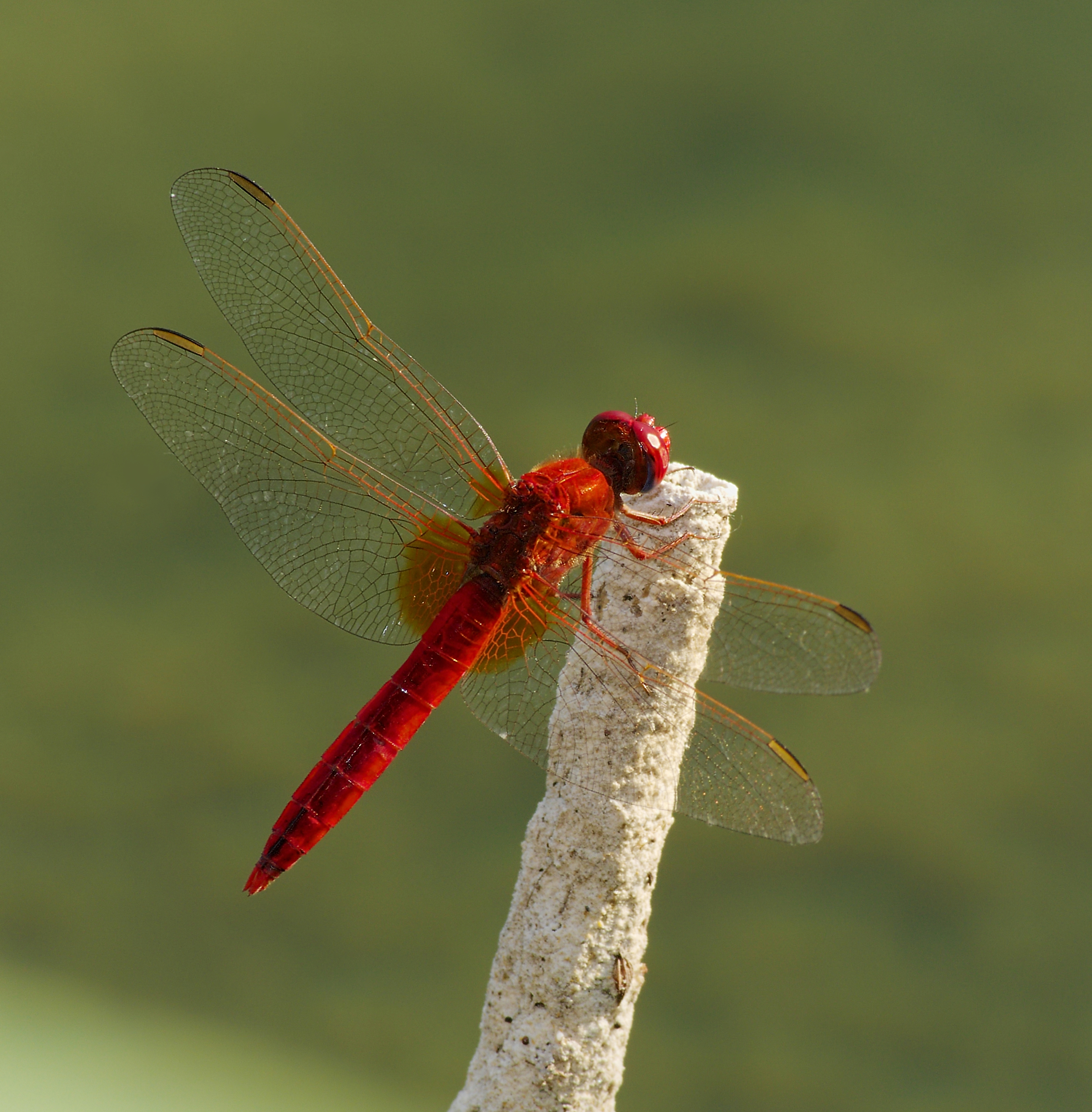
Déli szitakötő

## Növényvilága
A nádasok szélén elterjedt a tavi káka, vízi harmatkása. A vizenyős területeken kevés vesszős füzény, kisvirágú füzike fedezhető fel. Az iszapos töltésoldalak növénye a réti szittyó, réti peremizs, martilapu, fűzlevelű peremizs.